# Пукіна
Пукіна (Puquina) — старовинна мова народу пукіна, що тепер мешкає в Центральних Андах. У XVIII повністю зникла з вживання, вважається мертвою. Вплинула на розвиток сучасних індіанських мов — кечуа та аймара. Основні дослідження цієї мови провели перуанські лінгвісти Альфредо Тореро і Фредеріко Агуїло.

## Географія
Використання мови охоплювало землі навколо озера Тітікака, значну частину Анд в сучасних північно-східному Перу (до оз. Поопо) та північному Чилі до узбережжя Тихого океану. Про це свідчать численні топоніми, які пов'язані із цією мовою.

## Історія
На думку більшості дослідників, мова утворилася в часи цивілізації Тіауанако, на ній розмовляли в державі Пукіна (відповідно народ пукіна, що її утворив), надалі користувалися представники культури Мольо.
В XII ст. стає однією зі значущих мов андських народів. Вона вплинула на розвиток мови аймара, носії якої утворили свої держави на території сучасної Болівії, найпотужнішою з яких стала Колья. Також вважається, що мова пукіна вплинула на формування мови племені чанка (або ті говорили на якомусь з її діалектів). Водночас науковці висунули гіпотезу стосовно того, що мова перших Інка, тобто Манко Капак та його родичів, відома як капак сімі є діалектом мови пукіна. На підтвердження цього посилаються на усі інкські легенди, що свідчать про прихід інків в долину Куско з берегів Тітікаки.
Водночас народ пукіна мешкав на узбережжі Тихого океану, контролюючи значну частину Анд, тобто мова пукіна тривалий час переважала в цій частині південної Америки. Втім нові хвилі переселенців та загарбників, завдавши поразки цим давнім мешканцям Перу, поступово витіснили їх зі всієї суші й врешті-решт залишили за ними єдине місце — узбережжя озера Тітікака. Разом з тим пукіна залишалася головною мовою андських народів.
Пукіна залишалася провідною мовою до початку перетворення держави Куско на імперію Тауантінсую. З цього моменту завдяки політиці Сапа Інки Пачакутека мова пукіна починає поступатися місцем мові кечуа (в сучасному Перу). Незадовго до того аналогічний процес розпочався з боку представників мови аймара в теперішній Болівії. Остаточний поворот на посилення мови аймара відбувся напочатку XV ст., коли очільник області лупака (аймаромовної) підняв повстання й повалив стару династію Колья (більш пукіномовну), встановивши більш централізовану та аймароцентричну державу. В останньому випадку також було пов'язано з тим, що більшість тих, хто говорив на пукіна, в інших відносинах мало відрізнялися від племен аймара. Виняток становили індіанці кольяуайя, що дотепер живуть в долинах на його північно-східній березі Тітікаки. Зараз вони перейшли на кечуа, але знахарі кольяуайя вживають пукіна як особливу, «таємну» мову.
З часів Інки Пачакутека кількість мовців поступово скорочувалася, цьому надалі сприяла відповідна політика Інків. За часів іспанських колонізаторів процеси занепаду мови пукіна прискорилися. Спочатку вона була переведена на латиницю. З часом поступово стала витіснятися іспанською мовою. У XVIII ст. пукіна зовсім щезла з вжитку.

## Характеристика
Сьогодні відсутні якісь відомості стосовно зв'язків пукіна з іншими південноамериканськими мовами. Тому вона вважається ізольованою, окремішньою. Оскільки пукіна можливо вплинула на мови кечуа та аймара, а також через те, що представники цих мов мешкали поруч, помітний зв'язок пукіна з цими мовами. Деякі дослідники розглядають пукіну як гібридну мову, оскільки помітні слова, морфологія з аймара та кечуа. Ймовірно, саме ці мови, навпаки, перейняли деякі особливості пукіни. Разом з тим залишилися особливості. На відміну від кечуа та аймара в пукіна голосні звуки ([a], [e], [i], [o]/[u]) чітко розрізнені. Задля вимови приголосних звуків було 5 артикулярних позицій.
Тривалий час дискутується теорія щодо зв'язків мови пукіна з мовою араваків, втім немає чіткого підтвердження цьому.
У 2013 році український лінгвіст С. А. Купрієнко, з Київського національного університету ім. Тараса Шевченка, склав і видав перший пукіно-російський словник.